# Nokia E90 Communicator

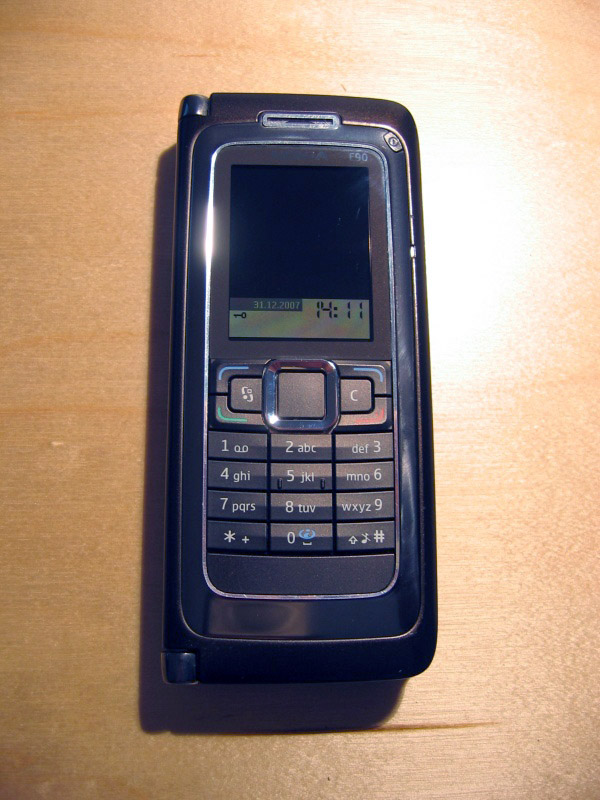
Il Nokia E90 chiuso

Il Nokia E90 Communicator è uno smartphone prodotto dall'omonima azienda ed è il successore della fortunata serie 9XXX Communicator. In commercio dal secondo trimestre 2007, il dispositivo risultava ideale per il lavoro o per il tempo libero e offriva diverse opportunità.
Si avvaleva di connessioni HSDPA, UMTS/3G/WCDMA, EDGE/EGPRS, GPRS, GSM, Wi-Fi B/G, Bluetooth 2.0, Mini USB 2.0 full-speed, Connettore A/V da 2,5mm ed interfaccia IrDA. A differenza dei Communicator precedenti, basati sulla piattaforma Symbian S80, il nuovo E90 è basato su Symbian 9.2 S60 3rd Edition FP1.
Di seguito, alcune caratteristiche:
- È dotato di doppio display: Esterno 240 × 320 a 16 milioni di colori ed Interno 800 × 352 a 16 milioni di colori, antiriflesso ed a matrice attiva.
- Doppia fotocamera: Interna VGA (640 × 480) per effettuare videochiamate ed Esterna 3.2 MPX, con autofocus e flash-led.
- Doppia memoria: Integrata 128 MB
- Espandibile fino a 2 GB (gli aggiornamenti firmware resi disponibili successivamente (dal 2008 al 2010), ed installabili comodamente anche dagli utenti che avessero già acquistato il Communicator E90 nel 2007, consentono l'espansione della memoria fino a 8GB) con Micro-SD.
- Navigatore Satellitare GPS (anche in questo caso l'aggiornamento del firmware (dalla versione 07.38.0.2) ha introdotto una nuova funzione: l'A-GPS).

## Specifiche tecniche
| Funzione             | Specificazione                                                                                  |
| -------------------- | ----------------------------------------------------------------------------------------------- |
| Tastiera             | QWERTY interna, esterna a 12 tasti                                                              |
| Sistema operativo    | Symbian Nokia S.-60                                                                             |
| Dimensioni           | 132 × 57 × 20 mm                                                                                |
| Batteria             | BP-4L, Li-Ion 1500 mAh                                                                          |
| Durata in stand-by   | Fino a 14 Giorni                                                                                |
| Durata conversazione | Fino 5,8 ore                                                                                    |
| massa                | 210 grammi                                                                                      |
| Connettività         |                                                                                                 |
| GSM                  | Si (Quadriband 850/900/1800/1900 MHz)                                                           |
| CDMA                 | No                                                                                              |
| 3G                   | Si (UMTS 2100 con HSDPA a 3.6 Mbit/s)                                                           |
| GPRS                 | Si                                                                                              |
| EDGE                 | Si                                                                                              |
| WLAN                 | Si (Wi-Fi 802.11b/g)                                                                            |
| Bluetooth            | Si (v2.0 con Enhanced Data Rate e A2DP)                                                         |
| Infrarossi           | Si                                                                                              |
| USB                  | Si (v2.0 miniUSB)                                                                               |
| GPS                  | Si (integrato)                                                                                  |
| Fax                  | No                                                                                              |
| FM radio             | Si (con auricolare)                                                                             |
| Display              |                                                                                                 |
| Schermo esterno      | TFT, 16M colori, 240x320 pixel                                                                  |
| Schermo interno      | TFT, 16M colori, 800x352 pixel                                                                  |
| Memoria              |                                                                                                 |
| Interna              | 128 MB shared                                                                                   |
| Memoria espandibile  | microSD (max 64GB)                                                                              |
| Registro di chiamate | Si (max 30 giorni)                                                                              |
| Applicazioni         |                                                                                                 |
| Modalità offline     | Si                                                                                              |
| Messaggistica        | SMS, MMS, Email (IMAP4, POP3, SMTP), Instant Messaging                                          |
| Web browser          | WAP 2.0, xHTML, HTML                                                                            |
| Vibrazione           | Si                                                                                              |
| Batteria rimovibile  | Si                                                                                              |
| Fotocamera           | 3.2 megapixel con autofocus e LED flash, filmati VGA (640x480), fino a 30 fotogrammi al secondo |
| Videochiamata        | Si (QCIF videocamera interna)                                                                   |
| Video player         | Si (Real Player)                                                                                |
| Push to talk         | Si                                                                                              |
| Supporto Java        | Si (MIDP 2.0, CLDC 1.1)                                                                         |